# Rodopi
Rodopi (bugarski: Родопи,  grčki: Ροδόπη,  turski: Rodop) je ime planinskog masiva u južnoj Europi. Preko 83% površine Rodopa nalazi se u južnoj Bugarskoj a ostatak u Grčkoj. Najviši vrh Rodopa je Goljam Perelik (2,191 m) je sedmi po redu planinski vrh u Bugarskoj. 
Rodopi su krško gorje, sa svim karakteristikama krasa, dubokim riječnim kanjonima, vrtačama, velikim pećinama. Dobar dio Bugarskih vodnih rezervi nalazi se na zapadu masiva. U Rodopima se nalazi veliki broj brana za hidro-akomulacije i brojni povijesni spomenici poput antičkih tračkih gradova; Perperikon i Tatul; srednjovjekovnih utvrda, crkava, samostana i slikovitih sela s tradicionalnom ruralnom bugarskom arhitekturom iz XVIII i XIX st.

## Porijeklo imena
Po grčkoj mitologiji, masiv je ime dobio po tračkoj kraljici Rhodope (grčki: Ῥοδόπη, prevedeno  crvenih obraza, od složenice  'rhodon'+ 'op(e)').

## Zemljopisne osobine
Geomorfološki Rodopi su dio Rilsko-Rodopskog planinskog masiva, koji spada u najstarije geološke formacije na Balkanskom poluotoku. Rodopi se prostiru na 14,735 km², od toga 12,233 km² u Bugarskoj. Masiv je 240 km dug i od 100-120 km širok, prosječne visine od 785 m. Sa sjevera masiv se postupno spušta do Gornje Tračke nizine, sa zapada Rodopi se spajaju s prijevojem Avram, Jundolom i dolinom rijeke Mesta. S juga i istoka Rodopi prelaze preko granice u Grčku.
15 dijelova masiva proglašeno je rezervatima prirode, neki su i pod zaštitom UNESC-a. Masiv je poznat po najvećim crnogoričnim stablima na Balkanu.

### Klimatske prilike
Prosječna godišnja temperatura u Istočnim Rodopima je 12 - 13°C, a u zapadnim Rodopima je 5° -  9°C.  Zimi su temperature od - 15°C uobičajene.

### Vode
Rodopi imaju izobilje vodenih zaliha, prekriženi su gustom mrežom planinskih izvora i rijeka. Ali nema puno prirodnih jezera, najpoznatije je Smoljansko jezero koje se nalazi na par kilometara od istoimenog grada Smoljana.  
Zato je izgrađeno puno umjetnih jezera, neke od najvećih brana i umjetnih jezera u zemlji nalaze se u Rodopima, poput jezera;  Dospat, Batak, Goljam Beglik, Kardžali, Studen Kladenec, Vača, Široka Poljana i mnogih drugih. Ova jezera se najvećim dijelom koriste kao akomulacije za hidrocentrale ali i za navodnjavanje i opskrbu pitkom vodom. Rodopi imaju i puno mineralnih izvora;   Velingrad, Narečen, Devin, Beden, Mihalkovo i brojni drugi.

### Zemljopisna podjela Rodopa

#### Zapadni Rodopi
Zapadni Rodopi su veći (zauzimaju 66% teritorija bugarskih Rodopa), viši su i manje naseljeni dio masiva.Tu se nalaze najviši vrhovi (čak 10 ima više od 2,000 m): Goljam Perelik (2,191 m), Širokolaški Snežnik (2,188 m), Goljam Persenk (2,091 m), Bataški Snežnik (2,082 m).
U Zapadnim Rodopima nalaze se i najdublje riječne klisure i prirodne ljepote, poput neobične formacije stijena Čarobni mostovi i sutjeske Trigrad.  Zapadni Rodopi su i veliki rezervar vodotokova i jezera, poput jezera Čaira,  i umjetnih jezera: Dospat, Batak, Široka Poljana, Goljam Beglik i Cigov Čark.
U Zapadnim Rodopima veći gradovi su: Batak, Smoljan, Velingrad, Devin, Čepelare. Tu se nalazi poznato skijalište Pamporovo kao i manastir Bačkovo, ruševine Asenove utvrde, te brojne jame i pećine, poput;  Đavolskoto Grlo, 
Jagodinske, Vieva i drugih. 

#### Istočni Rodopi
Istočni Rodopi su niži dio masiva, napučeniji su ali lošije prometno povezani, zauzimaju oko 34% teritorija masiva u Bugarskoj. Velika umjetna jezera; Kardžali i Studen Kladenec nalaze se u Istočnim Rodopima.  Istočni Rodopi imju puno termalnih izvora poput onih oko mjesta Džebel.
Najveća naselja u masivu su Haskovo i Kardžali, a manja su Momčilograd, Krumovgrad, Zlatograd i Kirkovo. 

#### Južni Rodopi
Južni Rodopi dio su masiva koji se nalazi u Grčkoj i upravno spadaju u Grčku prefekturu Rodopi.

## Gospodarstvo
Stočarstvo, drvna industrija i uzgoj duhana su najvažnije privredne djelatnosti. 
Rodopi imaju dobro razvijenu industriju, najrazvijenija je rudarska, u masivu ima oko 80 rudnika olova i cinka, za te se rezerve, drži da su među najvećima u Europi.  Oblast Kadžalija bogata je nemetalima i zlatom. Sjedišta tekstilne industrije nalaze se u Zlatogradu, Smoljanu, Madanu, Lakiju. Prerada drva nalazi se većinom u zapadnom dijelu masiva. U masivu Rodopa nalazi se najveći broj hidrocentrala: Batak, Peštera, Aleko, Studen Kladenec, Kardžali, Vača i druge. 
U novije vrijeme turizam postaje sve značajnija privredna grana, zimski centri Pamporovo i Čepelare postaju sve posjećeniji, a jezera sve posjećenija ljeti. Krške jame uz grčku granicu;  Jagodinska jama, Ulovica,  Đavolje ždrijelo, Snežanka vrlo su posjećene od speleologa.

## Vanjske poveznice
- Panoramske snimke Rodopa: Jagodina  Arhivirana inačica izvorne stranice od 11. studenoga 2013. (Wayback Machine), stijene Trigrad  Arhivirana inačica izvorne stranice od 11. studenoga 2013. (Wayback Machine), rijeka Trigrad  Arhivirana inačica izvorne stranice od 9. svibnja 2007. (Wayback Machine), Vodni pad  Arhivirana inačica izvorne stranice od 11. studenoga 2013. (Wayback Machine).
- Antički trački grad Perperikon
- Slike masiva sa stranica Astraka  Arhivirana inačica izvorne stranice od 13. kolovoza 2011. (Wayback Machine)
- Slike masiva  Arhivirana inačica izvorne stranice od 5. srpnja 2007. (Wayback Machine)
- Stranice projekta “Jedinstveni Rodopi”